# Витенбершка култура
Витенберг култура (рум. Cultura Wietenberg, енгл. Wietenberg culture) је култура бронзаног доба, на тлу југоисточне Трансилваније. Названа је по месту археолошког налазишта на брду Витенберг близу румунског града Сегешвар.

## Хронолошка подела налазшта
Витенберг култура се дели на три фазе:
- и  фаза припадају средњем бронзаном добу
- а, б фаза се датује у позно бронзано доба.

Насеља ове културе су већином неутврђена, а начин сахрањивања је био кремација, после које су се остаци полагани у урне. Ретко се јавља и скелетно сахрањивање, у згрченом ставу.

## Керамика
Керамички облици који су карактеристични за ову културу су:
- зделе
- крчази
- шоље
- аскоси

Керамика разврстана у три фазе:
- фаза – орнаментика урезани геометријски мотиви
- фаза – у орнаментику се додају и спирале
- фаза – у орнаментику се додају меандри

## Покретни инвентар
Нађене су камене секире, буздовани, као и бронзане секире са отвором за држаље, врхови копаља, бодежи. Секире украшене рељефним сиралама.

## Остава златних предмета из Туфолау
Остава златних предмета отркивена је у Туфолау, где су откривене:
- Секире,
- украсни дискови,
- накит, рапир микенског типа